# Deutsche Waggonbau
Die Deutsche Waggonbau AG (DWA) war ein Schienenfahrzeughersteller in Deutschland, der an mehreren Standorten den Bau von Eisenbahnwagen betrieb. Er ging 1990 aus dem Kombinat Schienenfahrzeugbau hervor und wurde 1998 an Bombardier Transportation veräußert. DWA galt zeitweise als der größte europäische Waggonhersteller und als „Flaggschiff der ostdeutschen Industrie“.

## Geschichte

Erstes Logo der DWA

Das Unternehmen entstand als Folge der deutschen Einheit aus den Betrieben des Kombinats Schienenfahrzeugbau, in dem die volkseigenen Schienenfahrzeughersteller der DDR zusammengefasst waren. Diese wiederum gingen aus den 1949 in der SBZ verstaatlichten Waggonbauanstalten hervor. Im Jahr 1990 fasste die Treuhandanstalt die Betriebe des Kombinats zur DWA zusammen.
Der VEB Lokomotivbau Elektrotechnische Werke „Hans Beimler“ (LEW) in Hennigsdorf bei Berlin war zu DDR-Zeiten Stammbetrieb des gleichnamigen Kombinats LEW und ging nicht in die DWA ein.
Zum Gründungstag 14. Juni 1990 beschäftigte die DWA 24636 Mitarbeiter. Folgende Tochterunternehmen gehörten bei der Gründung zur Deutschen Waggonbau AG:
- Waggonbau Ammendorf GmbH
- Waggonbau Bautzen GmbH
- Waggonbau Dessau GmbH
- Waggonbau Görlitz GmbH
- Waggonbau Niesky GmbH
- Waggonausrüstung Vetschau GmbH
- Fahrzeugausrüstung Berlin GmbH
- Institut für Schienenfahrzeuge GmbH
- Waggonbau Altenburg GmbH
- Schloß- und Stahlbau Mühlhausen GmbH
- Radsatzfabrik Ilsenburg GmbH
- Achslagerwerk Staßfurt GmbH
- Federnwerk Zittau GmbH
- Fahrzeugsitze Bad Schandau GmbH
- Spezialgeräte Schmölln GmbH
- Eisen- und Stahlgießerei Chemnitz GmbH
- Stahlgießerei Olbersdorf GmbH
- Ingenieurbüro INWAB GmbH
- Softwareunternehmen microWAC GmbH

Bis Ende 1991 wurden acht Betriebe (Waggonbau Altenburg, Schloß- und Stahlbau Mühlhausen, Radsatzfabrik Ilsenburg, Spezialgeräte Schmölln, Stahlgießerei Chemnitz und Olbersdorf sowie INWAB und microWAC) mit ca. 1870 Mitarbeitern privatisiert. 1992 folgten Federnwerk Zittau und Fahrzeugsitze Bad Schandau. 1995 wurde das Achslagerwerk Staßfurt privatisiert. Die Privatisierung des Gesamtkonzerns scheiterte anfangs jedoch vor allem wegen kartellrechtlicher Bedenken. Als Interessenten für eine Übernahme waren die drei großen westdeutschen Schienenfahrzeughersteller Siemens, AEG und ABB im Gespräch. Auch die französische GEC-Alsthom bekundete ein ernsthaftes Interesse.

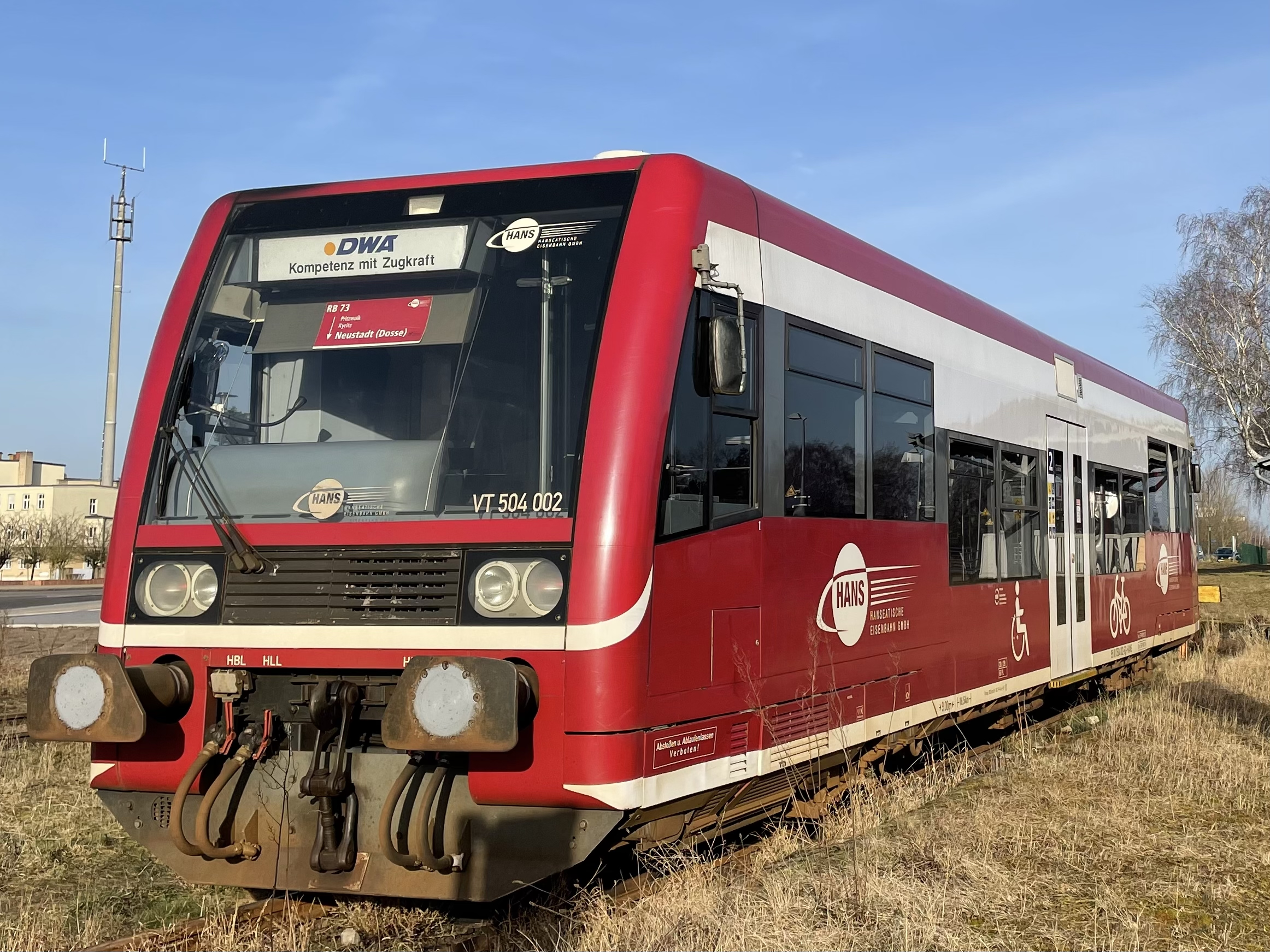
DWA LVT/S der Hanseatischen Eisenbahn mit DWA-Eigenwerbung und Slogan „Kompetenz mit Zugkraft“ in der Zugzielanzeige

Der Zerfall der Sowjetunion stellte das Unternehmen vor große Herausforderungen. Zwei Drittel aller Arbeitsplätze in den DWA-Werken waren abhängig von Exporten nach Russland. Erklärtes Ziel war deshalb die Abhängigkeit vom Ostmarkt abzusenken. Der erste große Erfolg auf einem neu gewonnenen Markt war die Bestellung von 75 Doppelstockwagen aus dem Werk Görlitz für die Deutsche Bundesbahn 1992. Im August 1993 erhielt DWA den Zuschlag für die Ausschreibung neuer S-Bahn-Züge für Berlin. Zudem übernahm die DWA die Führung des ICE-T-Konsortiums. Durch die Präsenz auf verschiedenen Messen machte das Unternehmen von sich reden. Im Frühjahr 1994 wurde auf der Hannover-Messe der Demonstrator des DWA Schienenbusses präsentiert.
Die Treuhandanstalt bot die DWA letztendlich auch international zum Kauf an und gewann das Interesse von ca. 30 potentiellen Käufern. Am 14. Dezember 1994, kurz vor Auflösung der Treuhandanstalt verkündete diese den Verkauf der Deutschen Waggonbau AG zum 1. Januar 1995 an den Private-Equity-Investor Advent International. In der Aufsichtsratssitzung am 17. Februar 1995 wurde beschlossen die wichtigsten DWA-Werke (Ammendorf, Bautzen, Dessau, Görlitz, Niesky und Vetschau) zu fusionieren um weitere Kosten zu sparen. In einer folgenden Sitzung beschließt der Aufsichtsrat die Einstellung der Produktion im Werk Dessau zum 30. Juni 1995. Es wurde damit argumentiert, dass der Serienbau an dem Standort keine Zukunft mehr habe, nicht zuletzt durch die gesunkene Nachfrage nach Kühlwagen. Dem Verkauf an Advent wurde durch die Bundesanstalt für vereinigungsbedingte Sonderaufgaben am 26. Juni 1995 endgültig zugestimmt.
Ende 1997 wurde bekannt, dass Advent International einen Verkauf an die kanadische Bombardier Transportation beabsichtigt. Die Übernahme wurde am 2. Februar 1998 abgeschlossen. Ebenfalls für das Jahr 1998 geplant war der Börsengang, der durch die Übernahme durch Bombardier allerdings nicht mehr realisiert wurde.

## Standorte und Beteiligungen

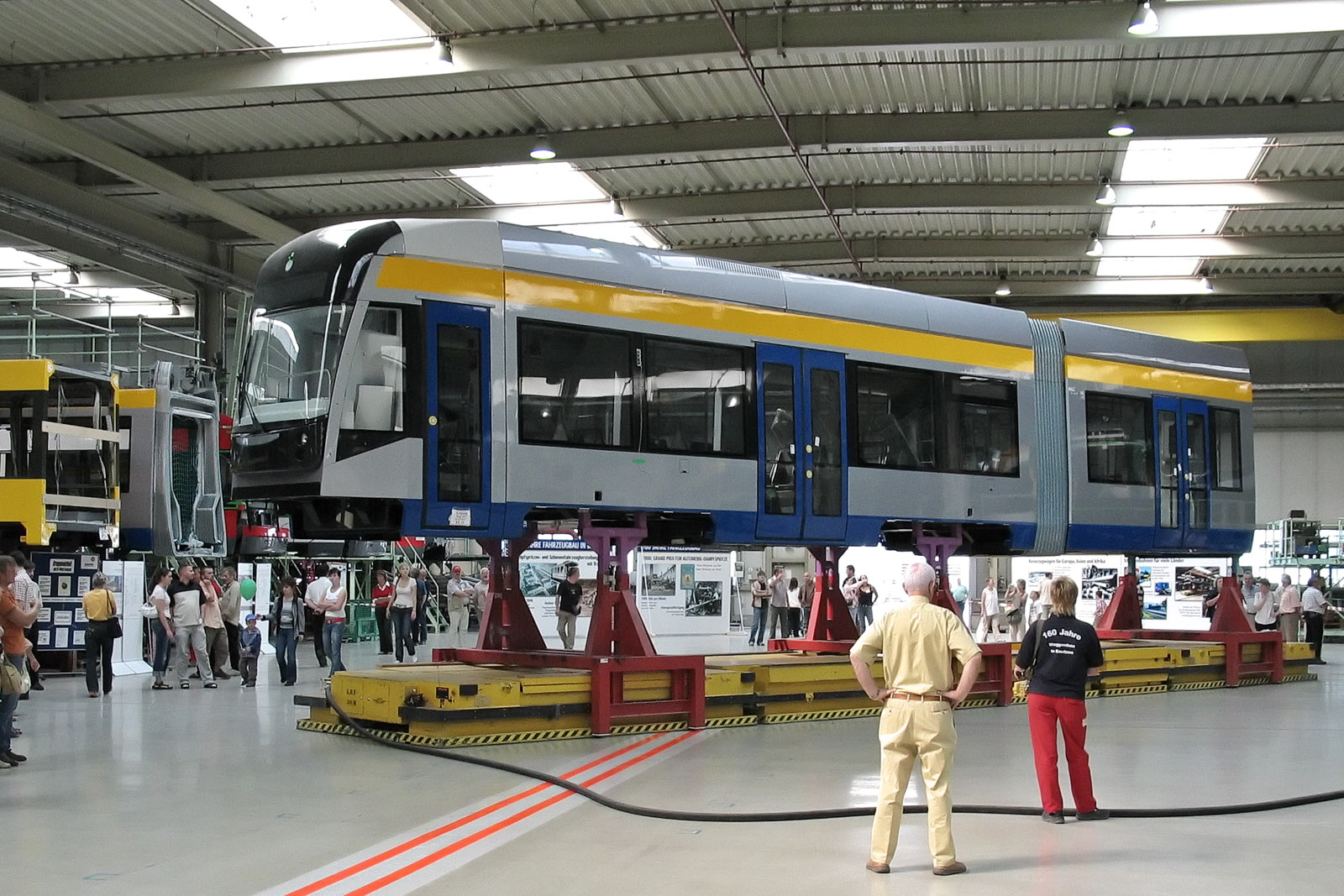
Endmontagehalle des Werks in Bautzen

### Bautzen
Das Werk in Bautzen war unter anderem verantwortlich für die Produktbereiche Straßen-, Stadt- und U-Bahnen. Außerdem wurden dort Leichtverbrennungstriebwagen (DWA LVT/S), Gelenktriebwagen (GTW 2/6) und Reisezugwagen hergestellt. Ebenfalls wurden im Werk Kupplungen und Kunststoffteile gefertigt sowie Reisezugwagen und Straßenbahnen modernisiert. 1996 beschäftigte es 805 Mitarbeiter.
Bombardier nutzte das Werk weiterhin als Kompetenzzentrum für Straßen- und Stadtbahnen. Seit 2021 gehört der Standort zum Alstom-Konzern.

### Dessau
Produziert wurden im Werk Dessau unter anderem Straßenbahnen für Magdeburg sowie der DWA Schienenbus.
1995 wurde das Werk in Dessau geschlossen. Auf dem Werksgelände siedelte sich die Fahrzeugtechnik Dessau an. Zuletzt befand sich die Molinari Rail Systems GmbH an dem Standort. Nach einer Insolvenz wurde das Werk im Sommer 2023 erneut geschlossen.

### Görlitz

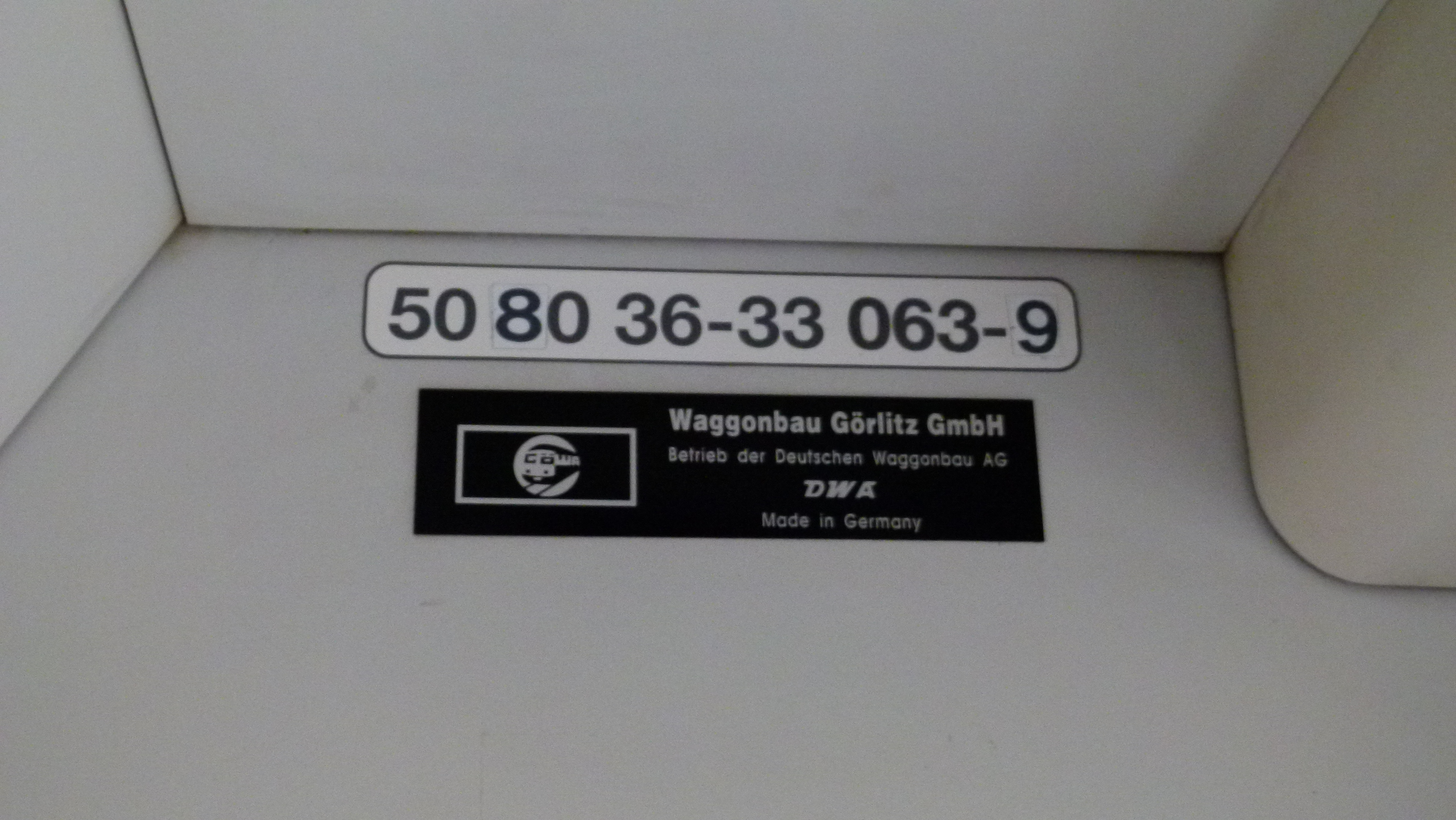
Herstellerschild eines Doppelstockwagens aus Görlitz

In Görlitz wurden überwiegend Doppelstockwagen hergestellt. Ebenfalls im Portfolio befanden sich aber auch weitere Reisezugwagen und Schlafwagen sowie Züge mit Neigetechnik (ICE T). 1190 Mitarbeiter waren 1996 hier beschäftigt.
Auch unter Bombardier wurden im Werk weiterhin Doppelstockwagen hergestellt. Seit der Übernahme von Bombardier gehört das Werk seit 2021 zu Alstom. Im Sommer 2024 wurde bekannt, dass Alstom einen Verkauf des Werks am Standort Görlitz plant.

### Halle-Ammendorf
Das Ammendorfer Werk war spezialisiert auf Fahrzeuge für den Regionalverkehr (ET 425, ET 481). Weitere Produktbereiche waren unter anderem die Herstellung von Reisezugwagen und Speisewagen sowie die Modernisierung von Personenwagen. Ebenfalls war man an den Prototypen des DWA Schienenbusses und des ET 2000 TT beteiligt.  1996 beschäftigte das Werk 1000 Mitarbeiter.
Nach der Schließung des Werks durch Bombardier im Jahr 2005 übernahm ein Jahr später die Maschinenbau und Service GmbH (MSG Ammendorf) das Firmengelände. Das Unternehmen betreibt an dem traditionsreichen Standort weiterhin Schienenfahrzeugbau und Reparaturen.

### Niesky
In Niesky stellte die DWA Güterwagen, Spezialgüterwagen und Drehgestelle her. 1996 waren 441 Mitarbeiter beschäftigt.
2005 wurde der Waggonbau Niesky eigenständig, ehe die Deutsche Bahn AG das Werk 2008 übernahm. 2014 wurde das Werk verkauft an Quantum Capital Partners AG. Nach einer Insolvenz wurde das Werk 2018 von Tatravagónka Poprad gekauft. 2023 kam es zu einer erneuten Insonvenz sowie in deren Folge zur Schließung des Werks.

### Vetschau
Das Vetschauer Werk war zuständig für die Herstellung, Aufarbeitung oder Modernisierung von Drehgestellen und sonstigen Laufwerken für Reisezugwagen und Straßenbahnen. 1996 waren 150 Mitarbeiter beschäftigt.
2003 wurde der Betrieb an ausländische Investoren verkauft und firmierte zuletzt als TransTec F&E Vetschau GmbH. 2023 war das Unternehmen insolvent und stellte den Betrieb ein.

### Beteiligungen

#### Fahrzeugausrüstung Berlin GmbH

Logo der Fahrzeugausrüstung Berlin GmbH

Die Fahrzeugausrüstung Berlin (FAGA) war verantwortlich für die Herstellung von elektrischen und thermischen Ausrüstungen für Schienenfahrzeuge. Der SItz des Betriebs befand sich zuletzt in Berlin-Marzahn und er beschäftigte 277 Mitarbeiter im Jahr 1996. Hervorgegangen war er aus dem 1948 gegründeten VEB Fahrzeugausrüstung Berlin mit Sitz in Berlin-Friedrichshain unweit des Ostbahnhofs. An diesem Standort produzierte die Julius Pintsch AG bereits seit dem Jahr 1863.
2010 verkaufte Bombardier das mittlerweile als Bombardier Transportation (Power Converter Solutions) Germany GmbH (PCS) firmierende Unternehmen. Nach weiteren Verkäufen an Knorr-Bremse und den Investor Radial Capital Partners (RCP) ist das Unternehmen PowerTech Converter (PTC) nun Teil von ABB.

#### Institut für Schienenfahrzeuge Berlin GmbH
Das Institut für Schienenfahrzeuge (IfS) hat seinen Ursprung in dem 1922 gegründeten „Vereinheitlichungsbüro“ der Deutschen Reichsbahn und der Lokomotivindustrie. 1990 wurde das auch in der DDR bestehende Institut in eine selbstständige GmbH umgewandelt. Es hatte seinen Sitz in Berlin-Adlershof, wo sich ebenfalls die Verwaltung der DWA befand.
Als einziges nicht produzierende Unternehmen der DWA hatte es eine Sonderstellung als Innovations- und Entwicklungszentrum. Die Entwicklungsarbeiten fanden in Zusammenarbeit mit dem Herstellerwerk statt. Im Falle des DWA Schienenbusses zum Beispiel war dies der Waggonbau Dessau.

#### Ausländische Beteiligungen
- Vevey Technologies SA, Villeneuve (Schweiz): 100 %
  - Werk ist heute Teil von Alstom
- Vagónka Ceská Lípa a.s., Ceská Lípa (Tschechische Republik): 73 %
  - Werk ist heute Teil von Alstom
- Oktober-Elektrowaggon-Reparaturwerk (Октябрьский электровагоноремонтный завод), St. Petersburg (Russland): 20 %
  - Werk ist heute Teil der Transmashholding

Zudem unterhielt die DWA Niederlassungen in Moskau, St. Petersburg und Peking.

## Fahrzeuge (Auswahl)
Zwischen 1991 und 1996 wurden in den Werken der DWA 14804 Fahrzeuge hergestellt, darunter 5512 Reisezugwagen und 9292 Güter- und Kühlwagen. Hauptabnehmer waren dabei Betriebe aus Deutschland, Russland und der Schweiz.

### Triebwagen
| Name                                           | Nr.                               | Baujahre    | Anzahl | Werk                   | Bild |
| ---------------------------------------------- | --------------------------------- | ----------- | ------ | ---------------------- | ---- |
| DWA ET 2000 TT                                 |                                   | 1996 – 1997 | 1      | Halle-Ammendorf        |      |
| DWA Schienenbus                                | 670                               | 1996        | 7      | Halle-Ammendorf Dessau |      |
| DWA LVT/S                                      | 502 (Prototyp) 504 (Vorserie) 672 | 1996 – 1999 | 24     | Bautzen                |      |
| ICE T (Endwagen)                               | 411 415                           | 1996 – 2000 |        | Görlitz                |      |
| DB-Baureihe 481                                | 481 482                           | 1996 – 2001 |        | Halle-Ammendorf        |      |
| DB-Baureihe 445 „Meridian“ (mechanischer Teil) | 445                               | 1998        | 1      | Görlitz                |      |
| DB-Baureihe 425                                | 425                               | 1999 – 2001 |        | Halle-Ammendorf        |      |
| DB-Baureihe 426                                | 426                               | 1999 – 2001 |        | Halle-Ammendorf        |      |
| GTW (Endwagen)                                 | 508 509 646                       | 1999 – 2000 | 30     | Bautzen                |      |

### Reisezugwagen
| Name                             | Nr. | Baujahre    | Anzahl | Werk    | Bild |
| -------------------------------- | --- | ----------- | ------ | ------- | ---- |
| Doppelstock-Steuerwagen DABbuzfa | 760 | 1992 – 1993 | 100    | Görlitz |      |
| Doppelstock-Steuerwagen DBbzfa   | 761 | 1995 – 1997 | 58     | Görlitz |      |
| Doppelstock-Steuerwagen DABpbzfa | 762 | 1995 – 1997 | 31     | Görlitz |      |
| Doppelstock-Steuerwagen DBpbzfa  | 763 | 1997 – 2000 | 73     | Görlitz |      |
| Doppelstock-Steuerwagen DABpbzfa | 764 | 1997 – 1999 | 39     | Görlitz |      |
| Doppelstock-Steuerwagen DBpbzfa  | 765 | 2000 – 2003 | 55     | Görlitz |      |

### Straßenbahnwagen
| Name                               | Baujahre    | Anzahl | Werk    | Bild |
| ---------------------------------- | ----------- | ------ | ------- | ---- |
| Gelenktriebwagen NGT6DD (Dresden)  | 1995 – 1998 | 60     | Bautzen |      |
| Gelenktriebwagen NGT8D (Magdeburg) | 1994 – 1996 | 25     | Dessau  |      |
| MGT6D (Halle)                      | 1996 – 1998 | 50     | Bautzen |      |

### U-Bahn-Wagen
| Name                     | Baujahre | Anzahl | Werk    | Bild |
| ------------------------ | -------- | ------ | ------- | ---- |
| MVG-Baureihe B (München) | 1994     | 22     | Bautzen |      |

## Logos und Slogans
Von der Gründung 1990 bis zur Verschmelzung zur DWA 1995 nutzten die Tochterunternehmen eigene Logos, teilweise abgewandelt von den ehemaligen Volkseigenen Betrieben. Sie waren unter anderem auf den Herstellerschildern an den Fahrzeugen sowie in Broschüren zu sehen.

Logo der Waggonbau Görlitz GmbH
Logo der Waggonbau Bautzen GmbH
Logo der Waggonbau Niesky GmbH
Logo der Fahrzeugausrüstung Berlin GmbH

„Kompetenz mit Zugkraft“ und „Sie fahren gut mit uns“ waren vom Unternehmen verwendete Slogans.